# 19980 Barrysimon
19980 Barrysimon (1989 WF2) là một tiểu hành tinh vành đai chính được phát hiện ngày 22 tháng 11 năm 1989 bởi David H. Levy và Carolyn S. Shoemaker ở Palomar. Nó được đặt theo tên nhà thiên văn học nghiệp dư Barry Simon.